# لشکر دوم زرهی (ورماخت)
لشکر دوم زرهی (به آلمانی: 2. Panzer-Division) یکی از لشکرهای زرهی نیروی زمینی آلمان در دوره رایش سوم بود که در در جبهات غربی و شرقی جنگ جهانی دوم به نبرد پرداخت.

## تشکیل و سازمان
لشکر دوم زرهی ۱۵ اکتبر سال ۱۹۳۵ مشتکل از تیپ ۲ پیاده‌نظام، تیپ ۲ زرهی، هنگ ۷۴ توپخانه و گردان ۵ شناسایی موتوریزه، ایجاد گردید. بیشتر نیروهای این لشکر از اهالی زاکسن و تورینگن بودند.

## تاریخچه عملیاتی

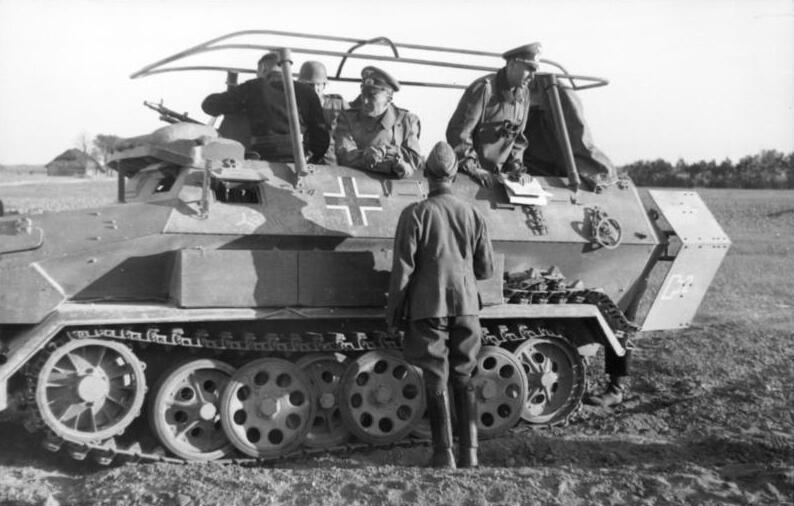
لشکر دوم زرهی ورماخت در جریان عملیات بارباروسا ژوئن ۱۹۴۱

لشکر دوم زرهی در تسلط رایش سوم بر اتریش در سال ۱۹۳۸ مشارکت داشت و زان پس قرارگاه آن به وین منتقل گشت. در هنگام آغاز جنگ جهانی دوم بیشتر نیروهای لشکر دوم زرهی از اهالی اتریش بودند. در جریان نبرد لهستان در سال ۱۹۳۹، این لشکر در اراضی مرکزی لهستان متحمل تلفات سنگین شد. لشکر دوم زرهی به فرماندهی سرلشکر رودولف فایِل در نبرد فرانسه در سال ۱۹۴۰ بخشی از سپاه ۱۹ موتوریزه هاینتس گودریان در گروه ارتش آ بود. این لشکر در لوکزامبورگ، جنوب بلژیک و فرانسه به رزم پرداخت و در عملیات محاصره نیروهای متفقین در ناحیه دانکرک، ماه مه ابویل را در ساحل کانال مانش به تصرف درآورد. ماه بعد صرف دور زدن خط ماژینو شد.
لشکر دوم زرهی پس از انتقال به جبهه شرقی، هنگام آغاز عملیات تایفون، تهاجم نیروهای آلمانی به شهر مسکو، پایتخت شوروی، در روز ۲ اکتبر سال ۱۹۴۱، بخشی از سپاه ۴۰ موتوریزه از گروه زرهی ۴ در گروه ارتش مرکز بود. روز نخست عملیات عناصر جلودار لشکر به سه تانک دشمن برخورد کردند و برای درگیری با آن‌ها متوقف شدند. شلیک متوالی گلوله‌ها از جمله گلوله‌های ویژه ضد زره بر این اهداف کارگر نمی‌افتاد؛ تا این یک افسر پیاده‌نظام تانک‌های مذکور را دور زد و به آن‌ها نزدیک شد. در نهایت مشخص شد این اهداف تانک‌های چوبی ساختگی هستند. لشکر در تعقیب لشکر دهم زرهی، صبح روز ۷ اکتبر از جنوب به ویازما رسید تا تکمیل‌گر محاصره نیروهای دشمن باشد. لشکر در این موقعیت در دیواره شرقی حلقه محاصره زیر آماج حملات بی‌مهابای نیروهای به‌محاصره‌افتاده دشمن قرار گرفت. در یک قسمت از خط مقدم لشکر حمله دشمن موجب مرگ ۵۰۰ تن از سربازان ارتش سرخ و به اسارت درآمدن تنها ۱۰۰ نفر از آن‌ها شد. در موردی دیگر روز ۱۱ اکتبر حمله نیروهای دشمن به مرگ ۸۰۰ تن از آن‌ها و اسارت ۵۰۰ تن دیگر انجامید. لشکر دوم زرهی در این زمان از نظر عددی یکی از قدرتمندترین لشکرهای زرهی ورماخت در جبهه شرقی بود. با پایان ذخایر سوخت پیشروی لشکر به سمت شرق تا روز ۱۹ اکتبر متوقف گشت. روزهای بعد لشکر زیر حملات هوایی دشمن قرار گرفت و خواهان پوشش جنگنده‌های لوفت‌وافه شد. تا روز ۲۴ اکتبر لشکر ۱۳ تانک خود را به کلی از دست داده و ۴۰ تانک دیگر آن غیر عملیاتی بودند تا مجموعاً ۱۴۹ تانک عملیاتی برای آن باقی بماند. لشکر دوم زرهی بیش از ۱۰۰ تن از نیروهای خود را در روزهای پایانی اکتبر در اثر حملات هوایی دشمن از دست داد.

## ساختار
مه ۱۹۴۰:
- هنگ ۳ زرهی
- هنگ ۴ زرهی
- هنگ هنگ ۲ پیاده‌نظام موتوریزه
- هنگ ۷۴ توپخانه[۲]

۱۹۴۳:
- هنگ ۳ زرهی
- هنگ ۲ پنتسرگرندیر
- هنگ ۳۰۴ پنتسرگرندیر
- هنگ ۷۴ توپخانه زرهی
- گردان ۲ موتورسوار
- گردان ۵ شناسایی زرهی
- گردان ۳۸ ضد تانک
- گردان ۳۸ مهندسی زرهی
- گردان ۳۸ مخابرات زرهی
- یگان ۸۲ تدارکات لشکر[۱]